# Legend of Mana
Legend of Mana (聖剣伝説, Seiken Densetsu) é um jogo eletrônico do gênero RPG, lançado no final de 2000 (1999 no Japão) para PlayStation. O jogo possibilita a escolha de um personagem masculino ou feminino e possui vários personagens espalhados pelo mundo do jogo que entrarão para seu grupo para que ajude nas missões dele e vice versa, ademais, um segundo jogador pode se juntar ao jogo ao conectar um segundo controle e controlar estes companheiros.
No game é possível realizar missões para avançar na trama, são dezenas delas e cada uma com uma história e objetivos mais emocionantes que as demais. Para exemplificar melhor, existem 4 grandes histórias dentro de Legend of Mana, uma das histórias 'paralelas' na série é a da quase extinta raça dos Jumi, seres humanos que possuem a habilidade de curar qualquer enfermidade com suas lágrimas, nessa história alguém tem matado todos os Jumi remanescentes para coletar suas lágrimas para seus próprios objetivos egoístas, cabe a você ajuda-los como for possível. O fato é que é necessário progredir nas missões de seus aliados para poder ter acesso a trama central do jogo, a da Árvore de Mana.
O jogo possui um modo ativo de batalha, isso é, o jogador luta em tempo real, diferente de alguns jogos de estratégias de batalha, onde há turnos para as ações. Essa praticidade aliada aos gráficos desenhados a mão só tornam o jogo mais belo e para os mais seletivos, é possível trocar de armas a qualquer momento, desde que esteja fora de uma batalha, dessa forma você pode treinar técnicas com arco e fecha, espada, nunchaku, machados, adagas etc.
É o quarto jogo da série Seiken Densetsu, incorporando elementos dos três jogos que o precederam. Também existe um mangá de 5 volumes com o personagem principal, Toto. Possui também uma trilha sonora variada, composta por Yoko Shimomura, que também compõe trilha sonora para outros jogos como Final Fantasy.

## História
Existem dezenas de missões no jogo, dentre eles temos as tramas chave na história, ademais, cada uma dessas tramas possui várias missões ou capítulos que precisam ser completadas, as tramas principais são:
• A trama dos Jumi, já descrita acima.
• A trama da caçada aos dragões: Nessa história  o jogador deve auxiliar um guerreiro caçador de dragões na caçada dos mesmos, tal guerreiro busca derrotá-los sobre a promessa de ser liberto do submundo caso derrote a tais, porém, guardiões de dragões vão se opor ao guerreiro e a ti e grandes tramas familiares vão repercutir e causar consequências em todo o mundo de Mana.
• A trama das amizades proibidas: O que ocorreria se uma sacerdote se apaixona-se por um monstro? Nessa trama o jogador deve escolher uma entre tantas possibilidades de história, sua decisão vai levar a morte de algum personagem principal, pois, estes discordam entre si e você deve tomar apoiar um lado ou outro.

## Artefatos e Lugares
O jogo possui diversos lugares com diferentes eventos e aventuras, para ganhar tais lugares é necessário completar as missões, algumas missões são obrigatórias, e lhe dão artefatos específicos, mas a maioria dos artefatos que dão acesso a novos mundos são ganhos de forma aleatória conforme você faz determinados números de missões, uma dica é que ao término de cada missão você regresse a sua casa para conversar com o cactus no quarto de sua personagem, pois, este registra num diário cada missão já concluída o que lhe ajudará a ter uma noção melhor de quantas missões já fez e quantas ainda faltam em determinadas tramas, ademais, não é necessário completar todas elas para ir para a trama final, mas jogar em todas garantirá melhor entendimento da trama e possibilitará que todos os finais sejam feitos com sucesso.